# アンクルモー
アンクルモー（英：Uncle Mo、2008年3月10日 - 2024年12月19日) は、アメリカ合衆国の競走馬、種牡馬。主な勝ち鞍は2010年のブリーダーズカップ・ジュヴェナイル(GI)、シャンペンステークス(GI)。馬名の由来はスポーツ用語でMomentum＝勢いを意味する。

## 現役時代
2009年のキーンランド・イヤリングセールで22万ドルでマイク・リポールによって落札される。
2010年8月に東海岸の名門トッド・プレッチャー厩舎からデビューし、初戦で2着馬に14馬身1/4差をつける圧勝劇を演じる。この勝利により、プレッチャーは即座に1戦を挟んでブリーダーズカップ・ジュヴェナイルに向かうローテーションを発表した。2戦目に選ばれたシャンペンステークスでは過去30年で1983年のデビルズバッグ（1分34秒20）に次ぐ2番目の好時計となる1分34秒51を記録してGI初制覇を飾ると、迎えたブリーダーズカップ・ジュヴェナイルもホープフルステークス勝ち馬のボーイズアットトスコノヴァ(Boys At Tosconova)に4馬身1/4差をつけて楽勝し、無傷の3連勝で2歳シーズンを終える。エクリプス賞最優秀2歳牡馬の投票では238票中236票の支持を集めて選出された。
3歳初戦のリステッド競走も快勝するが、次戦のウッドメモリアルステークスで圧倒的1番人気に支持されながらまさかの3着で初黒星を喫する。その後、γ-グルタミルトランスフェラーゼの値に異常が見られたため、アメリカクラシック三冠への出走を断念し、休養に入った。
8月末のキングズビショップステークスで復帰し、ハナ差の2着となる。G2ケルソハンデキャップを制して挑んだブリーダーズカップ・クラシックで10着と大敗。同レース後、再びγ-グルタミルトランスフェラーゼの値が著しく上昇していることが確認されたため、現役引退が発表された。引退にあたって、調教師のプレッチャーは「2歳時の走りは今までに見たどの馬よりも素晴らしかった」と語った。

### 競走成績
以下の内容は、EQUIBASEの情報に基づく。
| 出走日     | 競馬場                 | 競走名                             | 格 | 距離   | 着順 | 騎手           | 着差      | 1着（2着）馬           |
| ---------- | ---------------------- | ---------------------------------- | -- | ------ | ---- | -------------- | --------- | ---------------------- |
| 2010.08.28 | サラトガ               | 未勝利                             |    | ダ6f   | 1着  | J.ヴェラスケス | 14馬身1/4 | （Admiral Perry）      |
| 0000.10.09 | ベルモントパーク       | シャンペンステークス               | G1 | ダ8f   | 1着  | J.ヴェラスケス | 4馬身3/4  | （Mountain Town）      |
| 0000.11.06 | チャーチルダウンズ     | ブリーダーズカップ・ジュヴェナイル | G1 | ダ8.5f | 1着  | J.ヴェラスケス | 4馬身1/4  | （Boys At Tosconova）  |
| 2011.03.12 | ガルフストリームパーク | タイムリーライターステークス       |    | ダ8f   | 1着  | J.ヴェラスケス | 3馬身3/4  | （Rattlesnake Bridge） |
| 0000.04.09 | アケダクト             | ウッドメモリアルステークス         | G1 | ダ9f   | 3着  | J.ヴェラスケス |           | Toby's Corner          |
| 0000.08.27 | サラトガ               | キングズビショップステークス       | G1 | ダ7f   | 2着  | J.ヴェラスケス | ハナ      | Caleb's Posse          |
| 0000.10.01 | ベルモントパーク       | ケルソハンデキャップ               | G2 | ダ8f   | 1着  | J.ヴェラスケス | 3馬身     | （Jackson Bend）       |
| 0000.11.05 | チャーチルダウンズ     | ブリーダーズカップ・クラシック     | G1 | ダ10f  | 10着 | J.ヴェラスケス |           | Drosselmeyer           |

## 種牡馬時代
2012年からアッシュフォードスタッドで種牡馬として供用が開始された。初年度の種付け料は3万5000ドルに設定された。2歳時の実績に加え、米国の主流血統であるミスタープロスペクターやエーピーインディの血を持たない貴重な種牡馬として人気を博した。
初年度産駒は2015年にデビュー。その中の1頭であるナイキストがブリーダーズカップ・ジュヴェナイルを父子制覇するなど、新種牡馬のみならず北米全体での2歳リーディングサイアーに輝く。ナイキストは翌2016年にケンタッキーダービーも制し、父の種牡馬としての評価を高めた。2016年に7万5000ドルだった種付け料は2017年に15万ドルまで高騰した。
しかし、2世代目以降からはナイキストに続く大物産駒はまだ現れておらず、2018年の種付け料は12万5000ドルへと減額された。
産駒は自身と同様に仕上がりが早く、2歳戦で強さを発揮する。
2024年12月19日、左前足の怪我により安楽死を受けた。16歳没。

### 主な産駒
- 2013年産
  - ナイキスト（Nyquist） - 2016年ケンタッキーダービー、フロリダダービー、2015年ブリーダーズカップ・ジュヴェナイル、フロントランナーステークス、デルマーフューチュリティステークス
  - ゴモ（Gomo） - 2015年アルシバイアディーズステークス
  - アウトワーク（Outwork） - 2016年ウッドメモリアルステークス
  - アンブライドルドモー（Unbridled Mo） - 2018年アップルブロッサムハンデキャップ
- 2014年産
  - モータウン（Mo Town） - 2017年ハリウッドダービー
- 2015年産
  - ドリームツリー（Dream Tree） - 2017年ハリウッドスターレットステークス
- 2016年産
  - モーフォルツァ（Mo Forza） -  2019年ハリウッドダービー
- 2017年産
  - バスト（Bast） - 2019年デルマーデビュータントステークス、スターレットステークス、シャンデリアステークス
  - ヤウポン（Yaupon） - 2021年フォアゴーステークス
- 2018年産
  - ゴールデンパル（Golden Pal） - 2021年ブリーダーズカップ・ターフスプリント
- 2019年産
  - モードニゴール（Mo Donegal） - 2022年ベルモントステークス
  - アモーレイ（A Mo Reay） - 2023年ビホルダーマイルステークス
  - アデアマナー（Adare Manor） - 2023年クレメント・L・ハーシュステークス、2024年アップルブロッサムハンデキャップ、クレメント・L・ハーシュステークス
- 2020年産
  - アレイビアンナイト（Arabian Knight） - 2023年パシフィッククラシック
  - キングズバーンズ（Kingsbarns） - 2024年スティーブンフォスターステークス
- 2021年産
  - サイズミックビューティー（Seismic Beauty） - 2025年クレメント・L・ハーシュステークス

### 母の父としての主な産駒
- 2019年産
  - ウィルソンテソーロ（2023年かきつばた記念、マーキュリーカップ、白山大賞典、2024年JBCクラシック）- 父キタサンブラック[14]
- 2020年産
  - ゴーロケットライド / Geaux Rocket Ride（2023年ハスケルステークス）- 父Candy Ride[15]
- 2021年産
  - ムース / Muth（2023年アメリカンファラオステークス、2024年アーカンソーダービー）- 父Good Magic[16]
  - ソーピードアンナ / Thorpedo Anna（2024年ケンタッキーオークス、エイコーンステークス、CCAオークス、コティリオンステークス、ブリーダーズカップ・ディスタフ、2025年アップルブロッサムハンデキャップ）- 父Fast Anna[17]
  - ハワードウォロウィッツ / Howard Wolowitz（2024年フランクリンシンプソンステークス）- 父Munnings[18]
- 2022年産
  - ジャーナリズム / Journalism（2025年サンタアニタダービー、プリークネスステークス、ハスケルステークス）- 父Curlin[19]
  - ナイトロジェン / Nitrogen（2025年アラバマステークス）- 父Medaglia d'Oro[20]

## 血統表
| アンクルモーの血統          | アンクルモーの血統               | アンクルモーの血統           | （血統表の出典）             | （血統表の出典） |
| 父系                        | フォルティノ系                   | フォルティノ系               | フォルティノ系               | [ § 2 ]          |
| 父 Indian Charlie 1995 鹿毛 | 父の父In Excess 1987 黒鹿毛      | Siberian Express             | Caro                         | Caro             |
| 父 Indian Charlie 1995 鹿毛 | 父の父In Excess 1987 黒鹿毛      | Siberian Express             | Indian Call                  |                  |
| 父 Indian Charlie 1995 鹿毛 | 父の父In Excess 1987 黒鹿毛      | Kantado                      | Saulingo                     | Saulingo         |
| 父 Indian Charlie 1995 鹿毛 | 父の父In Excess 1987 黒鹿毛      | Kantado                      | Vi                           |                  |
| 父 Indian Charlie 1995 鹿毛 | 父の母Soviet Sojourn 1989 鹿毛   | Leo Castelli                 | Sovereign Dancer             | Sovereign Dancer |
| 父 Indian Charlie 1995 鹿毛 | 父の母Soviet Sojourn 1989 鹿毛   | Leo Castelli                 | Suspicious Native            |                  |
| 父 Indian Charlie 1995 鹿毛 | 父の母Soviet Sojourn 1989 鹿毛   | Political Parfait            | Diplomat Way                 | Diplomat Way     |
| 父 Indian Charlie 1995 鹿毛 | 父の母Soviet Sojourn 1989 鹿毛   | Political Parfait            | Peach Butter                 |                  |
| 母 Playa Maya 2000 黒鹿毛   | 母の父Arch 1995 黒鹿毛           | Kris S.                      | Roberto                      | Roberto          |
| 母 Playa Maya 2000 黒鹿毛   | 母の父Arch 1995 黒鹿毛           | Kris S.                      | Sharp Queen                  |                  |
| 母 Playa Maya 2000 黒鹿毛   | 母の父Arch 1995 黒鹿毛           | Aurora                       | Danzig                       | Danzig           |
| 母 Playa Maya 2000 黒鹿毛   | 母の父Arch 1995 黒鹿毛           | Aurora                       | Althea                       |                  |
| 母 Playa Maya 2000 黒鹿毛   | 母の母Dixie Slippers 1995 黒鹿毛 | Dixieland Band               | Northern Dancer              | Northern Dancer  |
| 母 Playa Maya 2000 黒鹿毛   | 母の母Dixie Slippers 1995 黒鹿毛 | Dixieland Band               | Mississippi Mud              |                  |
| 母 Playa Maya 2000 黒鹿毛   | 母の母Dixie Slippers 1995 黒鹿毛 | Cyane's Slippers             | Cyane                        | Cyane            |
| 母 Playa Maya 2000 黒鹿毛   | 母の母Dixie Slippers 1995 黒鹿毛 | Cyane's Slippers             | Hot Slippers                 |                  |
| 母系(F-No.)                 | 8号族(FN:8-c)                    | 8号族(FN:8-c)                | 8号族(FN:8-c)                | [ § 3 ]          |
| 5代内の近親交配             | Northern Dancer4×5×5＝15.63%     | Northern Dancer4×5×5＝15.63% | Northern Dancer4×5×5＝15.63% | [ § 4 ]          |
| 出典                        | 1. 2. 3. 4.                      | 1. 2. 3. 4.                  | 1. 2. 3. 4.                  | 1. 2. 3. 4.      |